# Liste der Monuments historiques in Ensisheim
Die Liste der Monument historique in Ensisheim verzeichnet alle klassifizierten und eingetragenen Monuments historiques in der elsässischen Stadt Ensisheim.

## Liste der Bauwerke
| Bezeichnung          | Beschreibung | Standort                                     | Kennzeichnung | Schutzstatus | Datum     | Bild           |
| -------------------- | --- | -------------------------------------------- | ------------- | ------------ | --------- | -------------- |
| Friedhof St. Martin  | Der Friedhof gehört zu den ältesten der Region und wird seit 15. Jahrhundert belegt, wie Grabsteine in der Außenwand der Kapelle beweisen. In der Nordmauer befinden sich eine Christusstatue aus dem 16. Jahrhundert und ein Kruzifix aus dem 18. Jahrhundert. Bei Bombardement im November 1944 wurde das Ensemble schwer beschädigt. | Faubourg Saint-Martin (Lage)                 | PA00085419    | Inscrit      | 1935      | weitere Bilder |
| Jesuitenkolleg       | Um 1570 wurde eine alte Schule in das Seminar Saint-Erhard umgewandelt. 1614 richteten Jesuiten aus Freiburg im Breisgau ein Kolleg ein, das 1656 von Jesuiten aus der Champagne übernommen wurde. Die Kirche wurde 1690 erbaut. 1764 wurde das Kolleg geschlossen. Ab 1773 wurde das Gebäude als Armenhaus genutzt und 1786 im Westen vergrößert. Von 1793 bis 1800 wurde es als Militärlazarett genutzt, dann bis 1811 erneut als Armenhaus. Ab 1811 nutzte man das Gebäude als Lagerhaus und Gefängnis. Im Zweiten Weltkrieg wurde es schwer beschädigt und musste 1945/46 saniert werden. 1988 wurde das Gebäude bei einem Brand erneut zerstört. Erhalten ist nur das zentrale Gebäude und die zweigeschossige Kirche aus Sandstein, die heute als evangelische Kirche dient. Bis heute wird das Kolleg als Gefängnis genutzt. Der Verwaltungsbau ist ein dreigeschossiger Putzbau mit einem Risaliten mit Bogengiebel. Das mächtige Eingangsportal aus rotem Sandstein reicht bis in das erste Obergeschoss. Sein Gebälk wird von zwei Figuren bekrönt. | 49 rue de la Première Armée Française (Lage) | PA00085420    | Inscrit      | 1987      | weitere Bilder |
| Hôtel de la Couronne | Der dreigeschossige Gebäudekomplex besteht aus zwei Häusern mit geschweiften Volutengiebeln. Das westliche Gebäude besitzt auf der Giebelseite einen zweigeschossigen Renaissanceerker, der sich über einer Halbsäule erhebt und mit einem Söller mit Maßwerkbrüstung abschließt. An der hinteren Giebelseite befindet sich ein polygonaler Treppenturm mit Renaissanceportal. Das Gebäude wurde 1610 errichtet. | 47 rue de la Première Armée Française (Lage) | PA00085422    | Inscrit      | 1935      | weitere Bilder |
| Rathaus              | Das traufständige Gebäude mit Satteldach wurde im 16. Jahrhundert und war zwischen 1658 et 1674 Sitz des Conseil Provincial d’Alsace. Ab 1678 war der dreigeschossige Putzbau mit acht Fensterachsen in Privatbesitz. 1816 kam der Putzbau wieder in den Besitz der Stadt wurde erst Kaserne und ab 1910 dann Mädchenschule. Heute ist das Gebäude Verwaltungssitz der Stadt. | 6 place de l’Église (Lage)                   | PA00085758    | Inscrit      | 1990      | weitere Bilder |
| Wohnhaus             | Das Stadtpalais wurde 1764 errichtet. Das Portal mit Rocailleverzierung trägt ein Wappenfeld in einer Kartusche. | 16 rue de la Première Armée Française (Lage) | PA00085423    | Inscrit      | 1994      |                |
| Altes Rathaus        | Zwischen 1535 und 1547 errichteten die Baumeister Stephan Gadinner und Heinrich Hermann unter Landvogt Gabriel von Salamanca-Ortenburg einen Verwaltungssitz für die Hauptstadt der Landgrafschaft Elsass. 1636 wurde das Gebäude im Dreißigjährigen Krieg zur Kaserne. 1658 wurde es Sitz des Conseil Souverain d’Alsace, der das Elsass nach dem Westfälischen Frieden neu ordnen und Verwaltungsstrukturen aufbauen sollte. Als der Rat 1674 nach Breisach am Rhein verlegt wurde, stand das Gebäude zunächst leer und war dann von 1701 bis 1958 Rathaus der Stadt. Heute ist hier neben dem Tourismusbüro das Musée de la Régence mit einer historischen und archäologischen Abteilung untergebracht. Der rechtwinklige Bau mit zwei Geschossen und abgewalmtem Dach ist von Spätgotik und Renaissance beeinflusst. Im Scheitelpunkt der Anlage sitzt ein oktogonaler Treppenturm mit Sterngewölbe und auffälliger Ädikula. Der östliche Flügel ist im Erdgeschoss als offene Säulenhalle mit Netzgewölbe ausgeführt und wird über Spitzbögen betreten. Darüber liegt im ersten Stock ein großer Sitzungssaal, dessen dreiteilige schmale Fenster noch gotisch beeinflusst sind. Kannelierte Pilaster und Wandsäulen gliedern das Gebäude außen. Die Kapitelle ragen im Erdgeschoss in stark gerahmten Wandvorlagen, die ursprünglich wohl Bildwerke von Kaisern oder Erzherzögen enthielten und während der Französischen Revolution entfernt wurden. Auf der Südseite ist ein Balkon vorhanden. | Place de l’Église (Lage)                     | PA00085421    | Classé       | 1898      | weitere Bilder |
| Wohnhaus             | spätgotisches Portal, um 1500 | 1 place de l'Église (Lage)                   | PA00085424    | Inscrit      | 1935      |                |
| Wohnhaus             | Der dreigeschossige Putzbau mit Satteldach entstand in der ersten Hälfte des 17. Jahrhunderts und wurde im 18. Jahrhundert verändert. Auffällig ist der zweigeschossige Renaissance-Erker aus hellem Sandstein, dessen Fensterbrüstungen mit Wappenfeldern und floralen Motiven geschmückt ist. Getragen wird er von zwei Säulen auf hohem Sockel. Die Eingangstür wird von einem einfach profilierten Portal gerahmt. | 4 rue de l’Église (Lage)                     | PA00085425    | Inscrit      | 1935      | weitere Bilder |
| Wohnhaus             | Das zweigeschossige Wohngebäude stammt aus dem letzten Viertel des 15. Jahrhunderts. Das Portal im oktogonalen Treppenturm nennt 1496 neben den Wappen von Ensisheim. | 12 rue de l’Église (Lage)                    | PA00085426    | Inscrit      | 1935      | weitere Bilder |
| Wohnhaus             | Erbaut um 1500 | 13 rue de la Première Armée Française (Lage) | PA00085427    | Inscrit      | 1935      | weitere Bilder |
| Wohnhaus             | Erbaut um 1600 | 19 rue du Rempart (Lage)                     | PA00085428    | Inscrit      | 1935      | weitere Bilder |
| Stadtbefestigung     | Eine erste Stadtmauer entstand zusammen mit der nicht mehr erhaltenen Burg im 13. Jahrhundert. Zwischen 1370 und 1420 wurde die Befestigung modernisiert und Türme erbaut. 1580 wurde die Befestigung nach Plänen von Daniel Specklin ausgebaut. Im Dreißigjährigen Krieg wurden die Stadtmauern von den Schweden schwer beschädigt. 1753 wurden die Mauren in der Höhe reduziert. Die Stadttore wurden in der ersten Hälfte des 19. Jahrhunderts weitgehend zerstört. Die erhaltenen Reste beider Mauern bestehen überwiegend aus Sandsteinquadern, teilweise grob behauen. Erdwälle sollten einen zusätzlichen Schutz bieten. | (Lage)                                       | PA68000002    | Inscrit      | 1996 1999 |                |

## Liste der Objekte
| Bezeichnung | Beschreibung                  | Standort                       | Kennzeichnung | Schutzstatus | Datum | Bild |
| ----------- | ----------------------------- | ------------------------------ | ------------- | ------------ | ----- | ---- |
| Pietà       | Holz, farbig gefasst, um 1500 | in der Kirche St-Martin (Lage) | PM68000519    | Classé       | 1989  |      |